# رضا چلنگر
رضا چلنگر (زادهٔ تهران) مترجم زبان کرواتی اهل ایران است. او از مشهورترین مترجمان فوتبال و ورزش ایران می‌باشد.

## سوابق مترجمی
وی سابقهٔ مترجمی مربیان کروات فعال در ایران از جمله:
میروسلاو بلاژویچ، برانکو ایوانکوویچ، وینگو بگوویچ، اسلوبودان کواچ، ایگور کولاکوویچ و زلاتکو کرانچار را دارد . او چند سال نیز در سفارت ایران در زاگرب کار می‌کرد.
وی به زبان ترکی استانبولی، زبان فرانسوی، زبان کرواتی و زبان انگلیسی هم تسلط دارد.

## محرومیت
چلنگر در تیر ماه ۱۳۸۷ به اتهام ترغیب بازیکنان باشگاه فوتبال پاس همدان برای دوپینگ به چهار سال محرومیت از فعالیت‌های فوتبالی محکوم شد اما در دی ۱۳۸۹ کمیسیون استیناف آرای دوپینگ وی را مشمول تخفیف در مجازات دانست و محرومیت وی را لغو کرد.